# Arrakis
Az Arrakis (más néven Dűne) a Frank Herbert által kitalált Dűne-univerzum legfőbb bolygója.

## A bolygó neve
Az Arrakis név IPA szerinti kiejtése: əˈrækɨs; arabul: الراقص, ar-rāqiṣ, jelentése: „a táncos”.
Az Arrakis név később az arab név rövidített alakjaként Rakis formában is előfordul.

## Leírása
Az Arrakis (ismertebb nevén: Dűne) homoksivatagos bolygó, a fremen őslakosok otthona. Felszínének elenyésző része sziklás, később az Atreides Birodalom fővárosa.
Arrakis a harmadik bolygó a Canopus rendszerben. Körülötte két hold kering, az egyik hold a sivatagi ugróegér, a Muad-Dib képét mutatja, a másik holdra mintha egy ökölbe szorított emberi kéz lenne rajzolva.
Az Arrakis pályája 5000 évvel korábban még gyakorlatilag kör volt, a történet idején azonban erősen elnyúlt alakú a Menaris (a második bolygó) és az Extaris (a negyedik bolygó) hatásának következtében. Mindkettő jóval nagyobb az Arrakisnál. Az Arrakis sugara 6128 km. A bolygó megdőlt forgástengelyének északi pólusa a 9 magnitúdós Yuspen felé mutat (a valóságban nem létező csillag). A bolygó átlagos sűrűsége 4,95 g/cm³. A légnyomás az egyenlítőnél 760 mm. Központi csillagától átlagosan 87 millió km távolságra kering.
A Canopus-rendszerben csak az Arrakis bolygón van élet.
Légkörének összetétele:
23% oxigén, 75,4% nitrogén, 0,023% szén-dioxid, a többi nemesgáz. A legfontosabb nyomelem a kevesebb mint 0,5%-ot kitevő vízpára. Jelentős mennyiségű por van állandó jelleggel a levegőben (a sarki területek kivételével).
A régi dűnék sárgásak az oxidáció miatt, az újabbak szürkék. Az Arrakis óriás sósíkjai arra utalnak, hogy felszínét valaha óceánok borították. Az óceánok eltűnésének idejét geológiai értelemben vett közelmúltra, 50 millió évvel ezelőttre teszik. Egyes helyeken pormedencék alakultak ki, amik veszélyesek az óvatlan utazók számára, mivel ezek az alakzatok nehezen felismerhetőek, és elnyelik a területükre tévedőket. Mivel bennük a por igen finom állagú, itt árapályjelenség is megfigyelhető.
Az Arrakis rendelkezik mágneses térrel, amivel kölcsönhatásba lép a Canopusból kiáramló erős napszél. Ennek következtében a bolygó körül gyakran mágneses anomália lép fel, ami lehetetlenné teszi az iránytű és hasonló eszközök használatát.

## Éghajlata
Az egész bolygó alapvetően és meghatározóan sivatagi éghajlatú. Mivel nem rendelkezik felszíni vizekkel, csapadék sem hullik rajta. Felszíne rendkívül száraz.
Az északi és déli szélesség 70°-a között a hőmérséklet évezredek óta nem alacsonyabb 254 K-nél (-19 °C) és nem volt magasabb 332 K-nél (+59 °C), és ebben az övezetben voltak olyan időszakok, amikor a hőmérséklet 284 (+11 °C) és 302 K (+29 °C) között volt.
A homok felszínén nem ritka a 344-350 K (+71 °C-77 °C) hőmérséklet. 30 cm-el a felszín alatt már 55 fokkal hűvösebb van.
A sarki területeken folyamatosan fagyáspont alatt van a hőmérséklet, itt a vízpára miatt cirrusfelhők is kialakulhatnak. A pólusok és az egyenlítő között éves átlagban 27 °C különbség van, emiatt szinte állandó a légáramlás.
A porviharokban kialakuló örvényekben a dörzselektromosság miatt elektromos feltöltődés jön létre, emiatt gyakoriak a villámok.
A levegőben lévő vízpára elnyelődik a porszemcsékben, amik a porviharok elmúltával leülepednek a felszínen. A víz a felszínt érő ultraviola sugárzás hatására újból a légkörbe kerül. Ez a vízciklus néhány napon belül lejátszódik.
A gyakori porviharokban a homok sebessége eléri a 700 km/h-t (néha még ezt is meghaladja); ez nem csak az élőlények húsát marja le, de porrá őrli a csontokat és a fém alkatrészeket is.

## Élővilága
Az itt felsorolt valamennyi élőlényt betelepítették.
Növények:
Óriáskaktusz, törpecserje, datolyapálma, homoki vasfű, csészekürt, hordókaktusz, tömjéncserje, szömörce.
Állatok:
Macskaróka, sivatagi sólyom, ugróegér, sas, sólyom, homokféreg.

## Bennszülöttek
A fremenek az Arrakis sivatagi nomád népe. Az első könyv jelen idejében, 10191-ben, IV. Shaddam Padisah császár uralkodása alatt a fremenek már ezer éve a Dűnén élnek. Az ide menekült Zenszúni Vándorok vallásos szekta leszármazottai. Teljes mértékben alkalmazkodtak a Dűne kíméletlenül forró és száraz éghajlatához, a sivatagban a saját maguk által kifejlesztett és készített cirkoruhában közlekednek. A sivatagban mesterségesen kialakított, barlangszerű ún. sziecsekben élnek.
Külső megjelenésükre jellemző a laza, bő ruha, az arc ráncos bőre és a teljesen kék szem, ami a fűszer fogyasztásától jön létre.

## Történelme
A nem kanonizált Dűne Enciklopédia (1984) információi szerint az óceánok eltűnése az Arrakison egy üstökös becsapódása vagy a bolygóhoz való közeli elhaladásának következménye. Ez az esemény az atmoszféra egy részét magával vitte az űrbe, főleg az oxigént és a vizet. Ez nagyjából a birodalmi idők előtt 50 millió évvel játszódott le. Az oxigén elvesztése szinte a teljes élővilág kihalásával járt.
Az Enciklopédia szerint az egyik túlélő egy apró féreg volt, a phylum Protochordata. Ennek egyik formája a Shaihuludata, ami egy anaeorob formája a féregnek. Ragadozók hiányában később ebből fejlődött ki a hatalmas homokféreg (Geonemotodium arraknis vagy Shaihuludata gigantica).
Általános tévedés, hogy a homokféreg hozta volna létre a sivatagot, valójában a sivatag hozta létre a homokférget. A homokféreg oxigént bocsát a légkörbe, ezzel lehetővé tette, hogy növények, állatok és emberek is meg tudjanak élni a bolygón.
A Birodalom több kísérletet tett a bolygó terraformálására, ezek azonban kudarcba fulladtak, mivel a homokpisztráng (a homokféreg alakja fejlődésének egyik fázisában) minden vizet megköt a felszín alatt.
Frank Herbert: A Dűne gyermekei c. könyvében azt írja, hogy a homokpisztrángot valahonnan az Arrakisra hozták. Azelőtt ez egy vízben gazdag bolygó volt. A pisztrángok annyira elszaporodtak, hogy a bolygó ökoszisztémája nem maradt meg a régi állapotában. A homoki pisztrángok elzárták az összes elérhető vizet, a bolygót elsivatagosították … és mindezt a túlélésükért, mert egy kellőképpen száraz planétán továbbléphetnek a homokféreg-szakaszba.
Az Arrakis eredetileg „Ő Császári Felsége Sivatagi Botanikai Kísérleti Állomása” néven volt ismert.
Mivel a IV. Shaddam császár féltette a hatalmát, 10190-ben az Atreides-ház a császár parancsára a Caladan bolygóról az Arrakisra települ át.
Padisah Császár azért fordult az Atreides-ház ellen, mert a herceg két hadmestere, Gurney Halleck és Duncan Idaho sikeresen kiképzett egy kicsiny haderőt, amely hajszál híján elérte a sardaukarok szintjét. Egy része meg is haladta. A herceg abba a helyzetbe került, hogy gyarapíthatta a haderejét, ugyanolyan erőssé tehette, mint a császári haderő volt.
10191-ben a császári sardaukarok Harkonnen-egyenruhákban támadást intéznek az Atreidesek ellen. Ekkor árulás következtében meghal Leto Atreides herceg. Liet Kynes-t elfogják a Harkonnenek, majd cirkoruha nélkül a sorsára hagyják a sivatagban, ahol nemsokára meghal.  Lady Jessica és fia, Paul a sivatagba menekül, ezután a fremenek között élnek.

## Települések
A legnagyobb település Arrakeen, a főváros. Hagyományosan itt lakik a bolygó kormányzója, akit a császár nevez ki erre a posztra. A bolygón Thufir Hawat mentát becslése szerint legalább 500 sziecs-nek nevezett település található, ezekben összesen 10 millió fremen él, akik őslakosnak számítanak, bár csak néhány ezer éve élnek a bolygón.
Tabr sziecs
A Tabr sziecs a legnagyobb fremen település, lakóinak száma eléri a húszezret. Vezetője Naib Stilgar. Paul Atreides és anyja, Lady Jessica egy Harkonnen-támadás után kerülnek ide, miután a fremenekkel találkoznak a sivatagban. Paul a hatalomra jutása után Arrakkeenba helyezi át székhelyét, de a Tabr sziecs megmarad a fremen kultúra, vallás és politika központjának.
Az Arrakis terraformálása után valamennyi sziecset elhagyják, pontos helyük évezredekig ismeretlen marad.

## Nevezetességek
A bolygó legfőbb nevezetessége a melanzs, a „fűszer”, ami az ismert világegyetemben egyedül itt található meg, illetve itt jön létre.

## Az Arrakis ökológiai átalakítása
10149-ben IX. Elrood császár kinevezte Pardot Kynes-t (10121-10175) az Arrakis planetológusának. Az akkor 28 éves ökológus már bizonyította szakmai hozzáértését az Ecaz bolygón történt Catha-gomba kitörés (10148) során végzett munkájával.
Kynes viszonya a Harkonnenekkel, a bolygó akkori birtokosaival kezdettől fogva nem volt felhőtlen. Az ökológus nem törődött a politikával; azt szerette volna, ha békén hagyják a bolygó tanulmányozásában. Csak a császárnak tartozott beszámolni a megfigyelései eredményeiről. A Harkonnenek ragaszkodtak hozzá, hogy saját őrségük állandóan kísérje a tudóst.  Kynes tiltakozott ez ellen és amikor csak tehette, kibújt alóla, és eldöntötte, hogy a lehető legkevesebb információt osztja meg a bolygó akkori uraival.
Egy másik lényeges különbség az volt, hogy a Harkonnenek a bolygóra úgy tekintettek, mint elátkozott helyre, ami csak arra volt jó, hogy az értékes fűszert kibányásszák róla. Kynes ezzel szemben egyre inkább meggyőződött róla a saját kutatásai alapján, hogy az Arrakis átalakítható lenne egy „szelídebb” világgá, ahol az embereknek nem kellene állandóan a szomjhaláltól rettegniük, mert lenne elegendő és hozzáférhető víz mindenki számára. 10151-re eldöntötte, hogy csak a fremenek tudnának segíteni az átalakításban. Ők nem fizettek vízadót a diktátorok számára, sőt, gond nélkül megölték az engedély nélkül területükre tévedőket. Kynes tisztában volt vele, hogy az első lépést a fremenek felé a sziecseik megismerésével kell megtennie. Egy ritka alkalommal, amikor nem voltak mellette Harkonnen őrök, önként adódott a lehetőség. A Pajzsfal közelében hat állig felfegyverzett Harkonnen katonába botlott, akik három fiatal fremennel „szórakoztak”, és nyilvánvaló volt, hogy ennek végén meg akarják ölni őket. Kynes váratlanul bukkant fel köztük és két Harkonnen katonát megölt, mire a többiek felocsúdtak. A fremenek szintén megöltek két katonát, a harmadik fremen  súlyos sebet kapott. Kynes még egy katonát megölt, az utolsó katona sorsát a fremenekre bízta (erre a biztos halál várt), a sebesült fremen sebeit ellátta. A fiatal fremenek tudatában voltak annak, hogy Kynes felé „víztartozásuk” van az életük megmentéséért, de mivel tapasztalatlanok voltak ennek végrehajtásában, elvezették egy névtelen sziecshez, hogy ott az öregek eldöntsék, mi legyen a császári hivatalnok sorsa.
Kynes lenyűgözte a fremeneket azzal, hogy „előadást” tartott nekik a homok megkötésének módjairól növények segítségével és legfőképpen a víz körforgásáról, miközben látszólag tudomást sem vett róla, hogy a fremenek közben az életéről döntenek. Miután elhatározták a halálos ítéletet (miközben ő részletesen ismertette elképzeléseit), az ítéletet végrehajtót szelíden eltolta magától és tovább beszélt. Támadója megölte magát. A fremenek ezt istenük, Shai-Hulud üzeneteként értelmezték: „Kynesnak életben kell maradnia”.
Kynes a gyanútlan Harkonnenek orra előtt fremeneket csempészett be a biológiai kísérleti állomásra, ahol azok használhatták a felszerelését, vizsgálatokat végezhettek, majd a szükséges szerszámokkal visszatértek a sziecseikbe, szélcsapdákat és rejtett víztározókat hoztak létre. A tározók kínos lassúsággal kezdtek megtelni. A fremen törvények szerint a harcban legyőzött vize a legyőzőjét illette meg, azonban a sziecsekben lassan gyűlő vízre ez nem vonatkozott - abból egyetlen fremen sem mert inni, még a legnagyobb szükség esetén sem, mert nem akarta a lelkét elveszíteni. Ez a víz számukra a legendákban szereplő Paradicsom szent vize volt.
A Harkonnenek tudtak róla, hogy Kynes a fremenek közé jár, de a terveiről és azok végrehajtásáról nem tudtak semmit. Nevetségessé vált a szemükben, amikor elvett egy Mitha nevű fremen nőt a Tabr sziecsből, mivel számukra a fremenek csak „sivatagi söpredék” volt. (Pardot Kynes és Mitha fia Liet Kynes, sz. 10156, mh. 10191)
10152-ben a termesztési próbaterületről vett minták azt mutatták, hogy a homok tartalmazza a tervezett növények számára szükséges tápanyagok többségét. A problémát a por jelentette, mivel egy kisebb porvihar is betemethette a növények területét.
A Kynes által felkészített fremenek egy része a homok megkötésének problémájával foglalkozott, mások az időjárási mintákat és a helyi klímát tanulmányozták, és az ökológiai rendszer ezernyi más kérdését.
Különösen érdekes volt az a néhány növény, amiket a fremenek felfedeztek és termesztettek. Ezek egyike egy északi mérsékelt égövben, 2500 m fölött élő, két méter hosszúra megnövő gyökérféle, amit „a szomjazó ajándéka” néven ismertek, mivel fél liter vizet tartalmazott. Ez azért volt rejtélyes, mert ez sokkal több volt, mint amit a növény a légkörből kaphatott, tehát a víz forrása csak a csontszáraz talaj lehetett.
Kynes ebben az időszakban megfeszített munkát végzett: összevetette az egyes csoportok eredményeit, saját kutatásokat végzett és összefüggéseket keresett; közben ügyelnie kellett rá, hogy sem a Harkonnenek, sem a császár ne fogjon gyanút, és ne derüljön ki számukra, hogy valójában mivel foglalkozik. A fremenek számára ekkor már umma volt, vagyis próféta.
A kísérletek eredményeként két fontos felfedezést tettek: sikerült igazolni (amit Kynes feltételezett), hogy a mélyebb részeken „sóteknők” találhatók, és ez a múltban itt lévő tengerekre utalt; a másik felfedezés a homokféreggel volt kapcsolatos. Ezek a hatalmasra növő állatok életük korai szakaszában homok-planktonként éltek, majd homokpisztránggá váltak és ezután jött a féreg formává alakulás. A pisztrángformában való létben a homokban „úsztak” és vizet kerestek. Ez felvetette azt a kérdést, hogy nem fognak-e kiszáradni a majdani fremen ültetvények, ha a homokpisztrángok kiszívják alóluk a vizet? Ez a félelem szerencsére alaptalannak bizonyult, amikor homokpisztrángokat engedtek egy kísérleti területre. Itt a pisztrángok máshogy viselkedtek a növények közelsége miatt, és nemsokára elpusztultak.
Ekkor Kynes a fremeneket a 40. északi szélesség körzetébe irányította, hogy ott hozzanak létre kísérleti területeket. Ezeken a területeken szélcsapdákat és víztározókat hoztak létre, továbbá fúróberendezést vittek magukkal, amivel az esetleges föld alatti vizeket tudták a felszínre hozni. Az állomás működéséhez a szélcsapdák által termelt víz is elegendő volt. A legfontosabb összetevő azonban az a fűféle volt, amit Kynes egyik fremen tanítványa, Szalim különféle mutációkkal kísérletezett ki. Ez a fű képes volt megélni a talajban rendelkezésre álló tápanyagokból, a levegőből nedvességet vont ki a maga számára és csak minimális plusz vizet igényelt. A tucatnyi kísérleti növénytermesztő állomás környékén a régi homokdűnék széllel átellenes oldalait ezzel a fűvel vetették be, ahol az megkötötte a homokot a folyamatosan fújó nyugati szél ellenére. Ez egy ciklust indított be: a dűnék egyre magasabbak lettek, a gyarapodást újból fűvel vetették be, így egyre nagyobb dűnék jöttek létre. Sokuk magassága elérte az 1500 métert (ezek neve szif volt). A fű gondozásával való munka fáradságos volt, de megérte az erőfeszítést: a tucatnyi állomás közül mindössze négynél nem maradt meg a fű, a többinél a dűnék stabilak voltak és csak néhány hónapnyi munkát kellett beléjük fektetni.
Kynes eközben a Liga tagjaival tárgyalt és a vesztegetés eszközével sikerült elérnie (amiért nagy mennyiségű fűszerrel kellett folyamatosan fizetni), hogy az Arrakis mélysivatagos területei fölött ne legyenek műholdak, mivel ezek felderíthették volna a növényekkel művelt területeket.
A nyolc megmaradt területen folytatódtak a növényekkel való kísérletek: a birodalom minden részéből hoztak próbaképpen növényeket és a már fű által megkötött területeken elültették őket. Ezen Chenopodioideae-félék között volt disznóparéj és amaránt, amik tartósan megmaradtak. Ezek a szúrós és szívós növények két év alatt lassan terjeszkedni kezdtek. Ez jelzés volt arra, hogy kissé kényesebb növényekkel is próbálkozzanak: ezek rekettye, csillagfürt, eukaliptusz-szőlő (a Caladanhoz már adaptálódott változata), törpe tamariszkusz voltak.
A növények egyenként egy ovális alakú páragyűjtővel voltak ellátva, ami egy egyszerű, kromoplasztikus elven működő szerkezet volt: nappal a fehér oldal volt kifelé, ami visszaverte a hősugárzást, éjjel pedig átlátszóvá vált és gyorsan lehűlt, ekkor kicsapódott rajta a pára és a növény gyökereihez folyt.
A fremen gyermekeket már a lehető legkisebb korban bevonták a munkákba: például nekik kellett ellenőrizniük a növényeket és az elszáradt részeket eltávolítani. A gyermekeket már  ötéves  kortól ezekre a munkákra tanították.
10163-ban következtek a következő növények: hordókaktusz, tevezsálya, franciaperje (hagymafű), góbi tollfű, vad alfalfa, homoki citromfű, kankalin, tömjén,   füstfa, medvetalp, kakastaréj, cirok, farkasbab, kúszó eukaliptusz, parti fenyő, candelilla, saguaro, bis-naga és kreozot bokor.
Nem mindegyik növény maradt meg mindegyik helyen, de 10167-re a meglévő növényállomások beültetett területe a háromszorosára növekedett.
Ezután állatokat hoztak: kitróka, sivatagi ugróegér, sivatagi nyúl, homoki teknős került a területre. Ezek a fajok levegőztették a talaj felső rétegét. Sivatagi sólyom, törpe bagoly, sas és sivatagi bagoly gondoskodtak róla, hogy a talajlakó állatok ne szaporodjanak túlságosan el. Skorpiók, százlábúak, különféle pókok, darazsak, férgek töltötték ki a tápláléklánc hiányzó szemeit. A sivatagi denevér a rovarok létszámát korlátozta.
A fajok közötti egyensúly beállítása mindössze két évükbe telt a fremeneknek. Ekkor egy döntő fontosságú lépés következett: 200 további növényfajt telepítettek, köztük olyanokat, mint kávé, datolya, dinnye, gyapot és különféle gyógynövények.
Mivel a fremenek tisztában voltak vele, hogy a hosszú távú fennmaradásuk ezeknek a fajoknak a létezésétől függ, ezért bizonyos időszakokban 24-órás őrség biztosította, hogy az éjszakai rágcsálók ne tehessenek kárt az újonnan telepített növényzetben. A tapasztalatokat Kynes összegezte, ée ebbe a folyamatba egyre jobban belevonta a fiát, Liet-et is, aki miután elmúlt tizenkét éves, megtanult a homokféregen lovagolni. Liet jó megfigyelő volt és jó volt a memóriája is. A következő három évben egyre kedvezőbb híreket hozott az apjának. A növényfajok közül több mint száz minden módosítás nélkül fennmaradt. További 75-öt keresztezéssel, oltványozással vagy a magvak külső hatással való kezelésével az arrakisi viszonyokhoz igazítottak. Csak kb. harminc növényfaj bizonyult teljesen alkalmatlannak az itteni termesztésre.
Ahogy a növényekkel beültetett terület növekedett, a növényzet és a sivatag közötti zónában fehérje-összeférhetetlenséget fedeztek fel, aminek következtében a homokplanktonok elpusztultak, és egy „halott sáv” alakult ki, amiben még a víz is mérgező volt. Kynes a Harkonnenek számára kitalált egy történetet egy ismeretlen növényről, amit meg kell vizsgálnia a távoli délen. A húsz dobolásnyi távolságot hordszéken tette meg, mint valami Tisztelendő Anya, mert Kynes soha nem tanult meg a homokféregen lovagolni. A megérkezése után mintákat vett a mérgezett talajból, majd bezárkózott a laboratóriumába. A negyedik nap reggelén olyan nyúzott kinézettel jelent meg, mintha átkelt volna a Nagy Síkságon. Jó hírekkel szolgált a nyugtalan fremeneknek. A méreg álcázott áldásnak bizonyult: bizonyos mennyiségű nitrogén és kén hozzáadásával a holt terület termővé volt alakítható. A beültetett terület nagyságának növekedését csak az korlátozta, hogy a fremenek mennyit voltak hajlandóak vesződni vele és mennyi víz állt rendelkezésre. A projekt kezdeti becslése, ami 3-500 éves időtartamra szólt, 350 évre szelídült. A fremenek örültek ennek, mert történelmük során olyan emberektől tanulták a türelmet, akiknél korbács volt.
A növények gondozása ezután még majdnem ötven évig a Kynes által kijelölt módon, a kívülállók számára észrevétlenül zajlott. Pardot Kynes halála 10175-ben nem akasztotta meg és nem térítette el ezt a folyamatot. Ugyancsak nem befolyásolták a Harkonnen-Atreides harcok, Liet Kynes halála 10191-ben (aki addig apja szerepét folytatta a sziecsekben), de még Paul Muad-Dib Atreides felemelkedése sem, 10196-ban.
Leto II császár, miután megszilárdította a hatalmát, nemcsak nyilvánosságra hozta a növénytermesztő állomások létét, hanem birodalmi szinten kiemelt támogatást biztosított nekik. 10260-ra már ötven ilyen állomás működött, és mindegyik nagyobb volt, mint azok, amik kezdetben létesültek. Egy évszázaddal később elérték azt a terület-arányt, amiről Pardot Kynes már a projekt elkezdésekor azt állította, hogy beindítja az önfenntartó ciklust. Ezt számítások alapján 3%-ban állapította meg, később a gyakorlatban 3,9%-nak bizonyult. Ahogy a zöld területek egyre növekedtek, a bolygó élőlényei (köztük a homokférgek) egyre kisebb területekre szorultak vissza.

## A fűszer
A fűszer (hivatalos megnevezése: melanzs) egy öregedésgátló és jövőbelátást biztosító szer; egyedül az Arrakison található meg, a homokféreg életciklusa során jön létre.

## Megjelenése a kultúrában
A sivatagi bolygót Frank Herbert találta ki. Először a Dűne (1965) c. könyvben fordul elő (a művet minden idők egyik legjobb sci-fi regényének tartják), később a Dűne-sorozat több más könyvében szerepel, illetve a könyv alapján készült filmekben és számítógépes játékokban.
2010. április 5-én a valóságos Szaturnusz bolygó Titán nevű holdján egy síkságnak az Arrakis Planitia nevet adták Herbert képzeletbeli bolygója után.

## Fordítás
Ez a szócikk részben vagy egészben  az   Arrakis című angol Wikipédia-szócikk fordításán alapul.  Az eredeti cikk szerkesztőit annak laptörténete sorolja fel. Ez a jelzés csupán a megfogalmazás eredetét és a szerzői jogokat jelzi, nem szolgál a cikkben szereplő információk forrásmegjelöléseként.

## Külső hivatkozások
- Dunepedia: Arrakis